# Hery Prasetyo
Hery Prasetyo (sinh ngày 28 tháng 4 năm 1985) là một cầu thủ bóng đá người Indonesia hiện tại thi đấu cho Madura United ở Liga 1.

## Sự nghiệp
Ngày 4 tháng 12 năm 2014, anh ký hợp đồng với Persebaya Surabaya.

## Hounors
- Pekan Olahraga Nasional
  - Gold Medal: 2008